# Pseudocyclosorus camerounensis
Pseudocyclosorus camerounensis är en kärrbräkenväxtart som beskrevs av Holtt. Pseudocyclosorus camerounensis ingår i släktet Pseudocyclosorus och familjen Thelypteridaceae. Inga underarter finns listade.